# Alcohol tert-Amyl
Rượu tert-Amyl (TAA), tên hệ thống 2-methylbutan-2-ol (2M2B), là một pentanol phân nhánh.
Về mặt lịch sử, TAA được sử dụng để điều chế thuốc gây mê  và gần đây nó cũng được sử dụng như một loại thuốc giải trí tương tự như ethanol , bởi vì TAA chủ yếu là một chất điều biến biến cấu dương tính thụ thể GABA A  theo cách tương tự như Etanol. Điều này có nghĩa là TAA gây ra tác dụng làm dịu trong hệ thống thần kinh trung ương bằng cách tương tác gián tiếp (allosterically) với thụ thể GABA A và tăng cường (tác động tích cực) hoạt động của chúng.
TAA là một chất lỏng không màu với hương vị cháy  và mùi rất khó chịu  được mô tả là tương tự như paraldehyd với một chút mùi long não. TAA có thể được sản xuất thông qua quá trình lên men, nhưng nó chủ yếu được sản xuất thông qua các phương tiện khác. TAA vẫn ở dạng lỏng ở nhiệt độ phòng làm cho nó trở thành một dung môi thay thế hữu ích cho rượu tert -butyl.

## Sản xuất

### Công nghiệp
TAA được sản xuất chủ yếu bằng cách hydrat hóa 2-methyl-2-butene với sự có mặt của chất xúc tác axit.

### Xảy ra tự nhiên
Rượu Fusel bao gồm TAA là sản phẩm phụ lên men ngũ cốc và do đó một lượng TAA có trong nhiều loại đồ uống có cồn. Mức độ dấu vết của TAA cũng đã được phát hiện trong các loại thực phẩm khác nhau, bao gồm thịt xông khói chiên, sắn, trà rooibos.

## Lịch sử
Từ khoảng năm 1880 đến 1950 TAA đã được sử dụng làm thuốc gây mê với tên hiện đại là amylene hydrate. Vào năm 1930  TAA chủ yếu được sử dụng làm dung môi cho tribromoethanol (TBE), tạo thành Avertin với tỷ lệ thể tích 0,5: 1 của TAA so với TBE. TAA hiếm khi được sử dụng như một thôi miên duy nhất vì sự tồn tại của các loại thuốc hiệu quả hơn. Avertin là một thương hiệu hiện đã ngừng giải pháp TAA và TBE do Phòng thí nghiệm Winthrop sản xuất.
Các rượu bậc ba như TAA thường không thể bị oxy hóa thành các chất chuyển hóa aldehyd hoặc axit cacboxylic  thường độc hại (ví dụ acetaldehyd và axit formic từ ethanol và metanol).
Tuy nhiên, giống như các thuốc gây mê dựa trên rượu bậc ba khác (ví dụ methylpentynol, ethchlorvynol) TAA cuối cùng đã được thay thế bởi các tác nhân an toàn hơn và hiệu quả hơn.    Việc sử dụng dung dịch TBE và TAA cũng đã bị ngừng ở người vào cuối những năm 1940, vì hồi đó TBE được ghi nhận là có hại cho gan giống như chloroform, cũng được sử dụng làm thuốc gây mê vào thời điểm đó. TBE và TAA giải pháp vẫn được sử dụng như một chất gây mê ngắn đại diện cho những con chuột trong phòng thí nghiệm.
Ngày nay TAA đã tìm thấy việc sử dụng như một loại thuốc giải trí.

## Sử dụng và tác dụng
TAA tạo ra tác dụng hưng phấn, an thần, thôi miên và chống co giật tương tự như ethanol thông qua việc uống hoặc hít. Khi ăn vào, tác dụng của TAA có thể bắt đầu sau khoảng 30 phút và có thể kéo dài tới 1-2 ngày. 2-4 gram TAA gây bất tỉnh. Khoảng 100 g hoặc 127 ml ethanol gây ra mức độ bất tỉnh tương tự.

## Quá liều và độc tính
Liều TAA nhỏ nhất đã từng giết chết một người là 30 ml.
Quá liều tạo ra các triệu chứng tương tự như ngộ độc rượu và là một cấp cứu y tế do các đặc tính an thần/trầm cảm biểu hiện ở quá liều là ức chế hô hấp có thể gây tử vong. LD50 bằng miệng ở chuột là 1 g/kg. LD50 dưới da ở chuột là 2.1 g/kg.
Mất ý thức nhanh, nhiễm toan hô hấp và chuyển hóa đồng thời, nhịp tim nhanh, huyết áp tăng, co thắt đồng tử, hôn mê, suy hô hấp  và tử vong có thể do quá liều. Ai đó đã dùng quá liều và bị suy hô hấp có thể được giữ sống bằng cách đặt ống nội khí quản và sau đó hô hấp nhân tạo bằng máy bơm.

## Sự trao đổi chất
Ở chuột, TAA được chuyển hóa chủ yếu thông qua glucuronidation, cũng như bằng cách oxy hóa thành 2-methyl-2,3-butanediol. Có khả năng là con đường tương tự được theo dõi ở người, mặc dù các nguồn cũ hơn cho thấy TAA được bài tiết không thay đổi.

TAA oxy hóa thành 2-methyl-2,3-butanediol.

Việc sử dụng TAA không thể được phát hiện bằng các xét nghiệm ethanol nói chung hoặc các xét nghiệm ma túy thông thường khác. Việc sử dụng nó có thể được phát hiện từ máu hoặc mẫu nước tiểu bằng cách sử dụng phương pháp sắc ký khí khối phổ trong tối đa 48 giờ sau khi tiêu thụ.